# Bazilica Sfântul Nicolae din Bari
Bazilica Sfântul Nicolae din Bari (în italiană Basilica di San Nicola) este o biserică din orașul Bari, Italia. Este un  loc de pelerinaj pentru întreaga creștinătate, aici aflându-se moaștele Sfântului Nicolae.

## Istorie
Înființarea bazilicii este legată de cucerirea orașului bizantin Myra de către armatele turcilor selgiucizi. Myra a fost un loc important de pelerinaj pentru creștini deoarece acesta era orașul unde Sfântul Nicolae a fost episcop și totodată locul unde se afla mormântul său. După venirea turcilor selgiucizi la sfârșitul secolului al XI-lea, pelerinajul a fost oprit. Moaștele au fost furate de către niște marinari italieni cu gândul de a le duce la Roma. Cu toate acestea pe drum, conform legendei, sfântul le-a dat de înțeles marinarilor că orașul Bari este locul unde vrea să fie înmormântat. Moaștele au ajuns la Bari pe data de 9 mai 1087. A fost o competiție destul de mare între orașele Bari și Veneția pentru moaște, în cele din urmă au rămas la Bari. 
Bazilica a fost construită între anii 1087-1197, în timpul dominației normanzilor în sudul Italiei. În anul 1089 a fost sfințită cripta unde se află moaștele de către Papa Urban al II-lea, iar în anul 1197 bazilica a fost finalizată și sfințită în prezența episcopului german Conrad de Hildesheim și a altor prelați.
Bazilica Sfântul Nicolae din Bari este un exemplu de edificiu în stil romanic. Lăcașul este vizitat mai ales în ziua de 6 decembrie, de sărbătoarea sfântului Nicolae.

## Fotogalerie

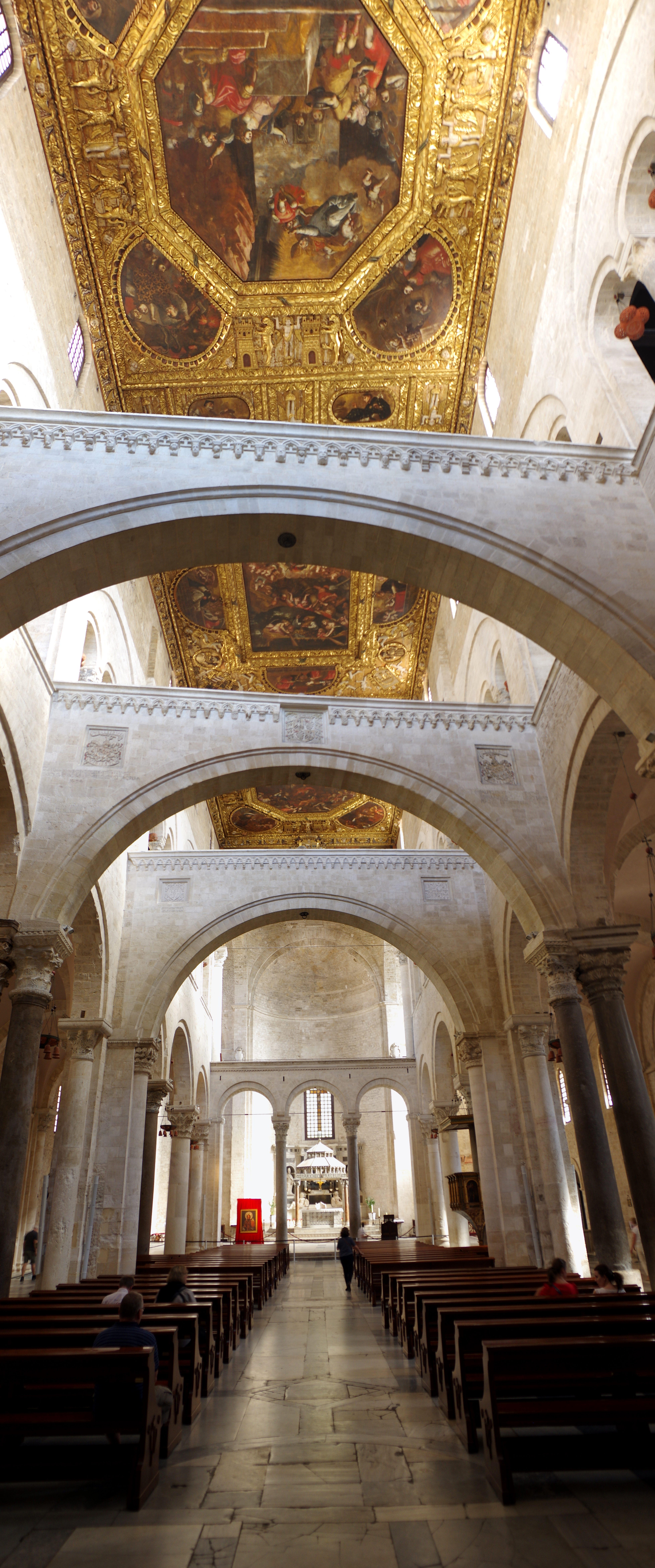
Interior.
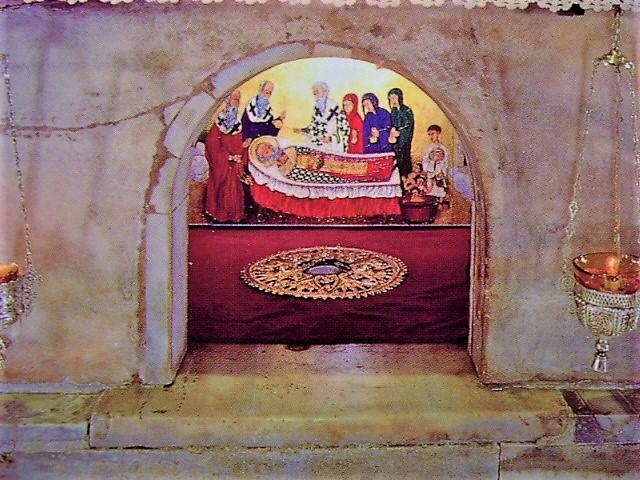
Mormântul Sfântului Nicolae.